# Shawbost Bridge
Die Shawbost Bridge ist eine Brücke in der Ortschaft Shawbost auf der schottischen Hebrideninsel Lewis. 1993 wurde das Bauwerk in die schottischen Denkmallisten in der Kategorie C aufgenommen.

## Beschreibung
Die Shawbost Bridge wurde im späten 19. Jahrhundert errichtet. Sie führt die A858 (Stornoway–Barvas) über den aus Loch Rathacleit abfließenden Bach Abhainn Shiaboist. Die Shawbost Bridge führt die Straße mit einem ausgemauerten Segmentbogen über den Bach. Ihr Mauerwerk besteht aus Natursteinquadern, die zu einem Schichtenmauerwerk gelegt wurden. Sie ist mit begrenzenden Brüstungen ausgeführt, die jedoch erst im Laufe des 20. Jahrhunderts ergänzt wurden.